# فهرست برندگان جایزه نوبل اقتصاد

تصویر یکی از مدال‌های جایزه یادبود نوبل علوم اقتصادی که از سال ۱۹۶۹ به برندگان این جایزه اعطا می‌شود.

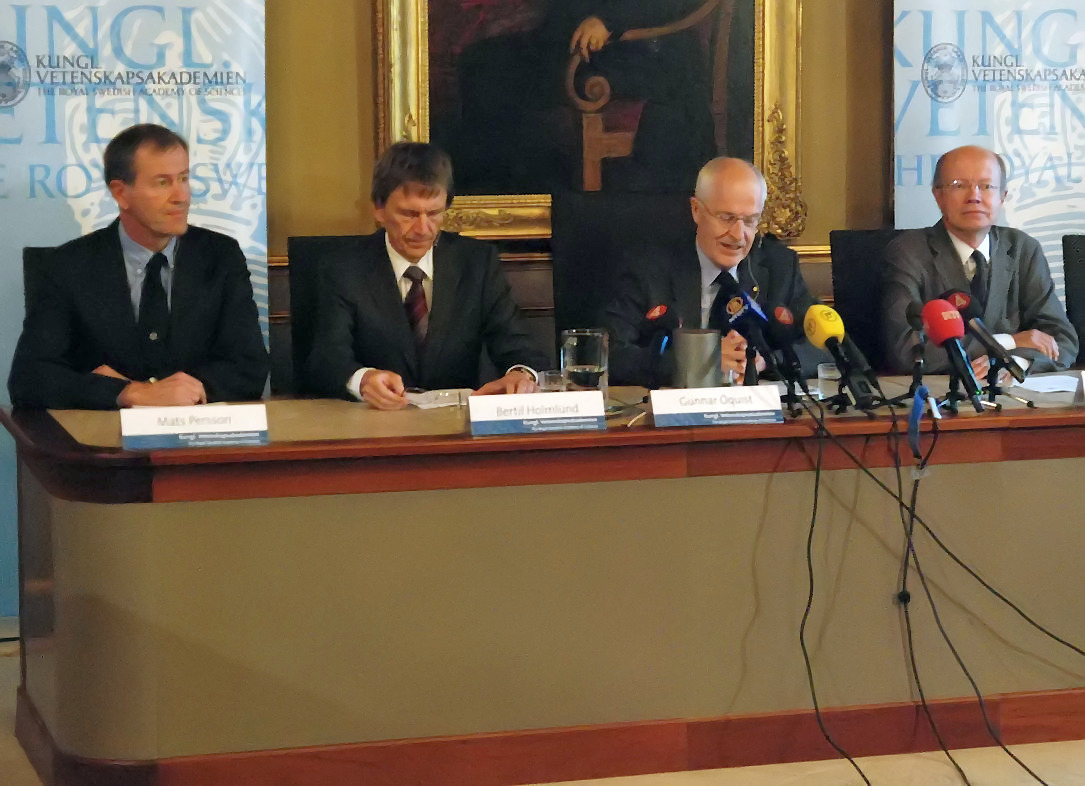
اعلام اعطای جایزه یادبود نوبل علوم اقتصادی که برنده آن از استکهلم پل کروگمن بود.

جایزهٔ یادبود نوبل اقتصاد هر ساله توسط بانک مرکزی سوئد به محققان در زمینه اقتصاد اعطاء می‌شود. این جایزه در کنار دیگر جوایز نوبل قرار دارد که بنابر وصیت‌نامه آلفرد نوبل به مشارکت‌های برجسته در رشته‌های شیمی، فیزیک، ادبیات، صلح و فیزیولوژی یا پزشکی تعلق می‌گیرند. برخلاف سایر جوایز نوبل، جایزهٔ نوبل اقتصاد توسط بنیاد نوبل اعطا نمی‌شود و به همین خاطر جزء جوایز رسمی نوبل محسوب نمی‌شود. با این حال روند اعطای جایزه مشابه جوایزی است که بنیاد نوبل اعطا می‌کند و تحت نظارت این بنیاد انجام می‌شود. برندهٔ جایزه توسط یک کمیته که متشکل از پنج عضو منتخب فرهنگستان پادشاهی علوم سوئد هستند انتخاب می‌شود.
جایزهٔ یادبود نوبل در اقتصاد در سال ۱۹۶۸ پایه‌گذاری شد
و برای نخستین بار در سال ۱۹۶۹ به یان تینبرگن از هلند و راگنار فریش از نروژ اهداء شد. این جایزه در مراسمی سالانهٔ در استکهلم و در روز ۱۰ دسامبر، همزمان با سالمرگ آلفرد نوبل، به برندگان اهداء می‌شود. هر جایزه شامل یک مدال، یک دیپلم افتخار و جایزه‌ای نقدی است که در طول سال‌های مختلف مقدار آن متفاوت بوده‌است. در سال ۱۹۶۹، مقدار جایزه یان تینبرگن و راگنار فریش جمعاً ۳۷۵٬۰۰۰ کرون بود که ارزش آن در دسامبر ۲۰۰۷ برابر با ۲٬۸۷۱٬۰۴۱ کرون است.

## بررسی اجمالی
- تا سال ۲۰۲۳، ۵۵ جایزهٔ نوبل اقتصاد به ۹۳ نفر داده شده‌است.[۸] که تنها ۳ نفر از آنان زن بوده‌اند.[۹]
- تا کنون ۱۶ نفر از برندگان به دانشگاه شیکاگو وابسته بوده‌اند.[۱۰][۱۱]
- از مجموع ۵۵ جایزهٔ نوبل اقتصاد، تاکنون ۲۶ جایزه فقط به یک اقتصاددان، ۲۱ جایزه به‌صورت مشترک به دو اقتصاددان و ۸ جایزه به‌صورت مشترک به سه اقتصاددان اهداء شده‌است.[۹]
- تا سال ۲۰۱۹ بیش از هر موضوع دیگری در نوبل اقتصاد، این جایزه در زمینهٔ اقتصاد کلان اهدا شده‌است (۹ جایزه).[۱۲]
- جوانترین برندهٔ جایزهٔ یادبود نوبل در اقتصاد هنگام دریافت جایزه ۴۶ سال و مسن‌ترین آنها ۹۰ سال سن داشتند.[۹]

## برندگان
| سال  | برندهٔ جایزه     | برندهٔ جایزه             | کشور                           | دلیل اعطای جایزه | منبع   |
| ---- | --------------- | ----------------------- | ------------------------------ | --- | ------ |
| ۱۹۶۹ |                 | راگنار فریش             | نروژ                           | «برای توسعه و به‌کارگیری مدل‌های پویا در تحلیل فرآیندهای اقتصادی»                                                                               | [ ۴ ]  |
| ۱۹۶۹ |                 | یان تینبرگن             | هلند                           | «برای توسعه و به‌کارگیری مدل‌های پویا در تحلیل فرآیندهای اقتصادی»                                                                               | [ ۴ ]  |
| ۱۹۷۰ |                 | پل ساموئلسون            | ایالات متحده آمریکا            | «برای کار علمی بر روی نظریه توسعهٔ اقتصاد پویا و نقش مؤثر وی در بالا بردن سطح تحلیل در علم اقتصاد»                                             | [ ۱۳ ] |
| ۱۹۷۱ |                 | سیمون کوزنتس            | ایالات متحده آمریکا            | «برای تفاسیر متکی بر مشاهدات از رشد اقتصادی که منجر به بینش جدید و عمیق‌تر از ساختار و پروسهٔ توسعه از دید اجتماعی و اقتصادی شده‌است»            | [ ۱۴ ] |
| ۱۹۷۲ |                 | جان هیکس                | بریتانیا                       | «بابت مشارکت‌های پیشگامانه آنها در نظریه تعادل عمومی و نظریهٔ رفاه»                                                                             | [ ۱۵ ] |
| ۱۹۷۲ |                 | کنت ارو                 | ایالات متحده آمریکا            | «بابت مشارکت‌های پیشگامانه آنها در نظریه تعادل عمومی و نظریهٔ رفاه»                                                                             | [ ۱۵ ] |
| ۱۹۷۳ |                 | واسیلی لئونتیف          | اتحاد جماهیر شوروی             | «برای توسعهٔ مدل ورودی-خروجی و کاربرد آن در مشکلات مهم اقتصادی»                                                                                | [ ۱۶ ] |
| ۱۹۷۴ |                 | گونار میردال            | سوئد                           | «برای کارهای پیشگامانه در زمینهٔ سیاست پولی و نوسانات اقتصادی و تحلیل نافذ آنها از وابستگی متقابل پدیده‌های اقتصادی، اجتماعی و نهادی به یکدیگر» | [ ۱۷ ] |
| ۱۹۷۴ |                 | فریدریش آوگوست فون هایک | بریتانیا · اتریش               | «برای کارهای پیشگامانه در زمینهٔ سیاست پولی و نوسانات اقتصادی و تحلیل نافذ آنها از وابستگی متقابل پدیده‌های اقتصادی، اجتماعی و نهادی به یکدیگر» | [ ۱۷ ] |
| ۱۹۷۵ |                 | لئونید کانتوروویچ       | اتحاد جماهیر شوروی             | «برای مشارکت‌های آنها در ارائهٔ نظریهٔ تخصیص بهینه منابع»                                                                                        | [ ۱۸ ] |
| ۱۹۷۵ |                 | تیالینگ کوپمانس         | ایالات متحده آمریکا · هلند     | «برای مشارکت‌های آنها در ارائهٔ نظریهٔ تخصیص بهینه منابع»                                                                                        | [ ۱۸ ] |
| ۱۹۷۶ |                 | میلتون فریدمن           | ایالات متحده آمریکا            | «برای دستاوردهای وی در زمینهٔ تحلیل مصرف، تاریخ پول، نظریهٔ پولی، و نشان دادن پیچیدگی سیاست تثبیت»                                              | [ ۱۹ ] |
| ۱۹۷۷ |                 | برتیل اوهلین            | سوئد                           | «برای مشارکت آنها در نظریهٔ تجارت خارجی و گردش سرمایه در حوزهٔ بین‌المللی»                                                                       | [ ۲۰ ] |
| ۱۹۷۷ |                 | جیمز مید                | بریتانیا                       | «برای مشارکت آنها در نظریهٔ تجارت خارجی و گردش سرمایه در حوزهٔ بین‌المللی»                                                                       | [ ۲۰ ] |
| ۱۹۷۸ |                 | هربرت الکساندر سایمون   | ایالات متحده آمریکا            | «بابت تحقیقات پیشگامانهٔ وی در زمینهٔ تصمیم‌گیری در نهادهای اقتصادی»                                                                             | [ ۲۱ ] |
| ۱۹۷۹ |                 | تئودور شولتز            | ایالات متحده آمریکا            | «برای تحقیقات پیشگامانهٔ آنها در زمینهٔ تحقیق توسعهٔ اقتصادی با درنظر گرفتن مشکلاتِ کشورهای در حال توسعه»                                         | [ ۲۲ ] |
| ۱۹۷۹ |                 | آرتور لوئیس             | بریتانیا · سنت لوسیا           | «برای تحقیقات پیشگامانهٔ آنها در زمینهٔ تحقیق توسعهٔ اقتصادی با درنظر گرفتن مشکلاتِ کشورهای در حال توسعه»                                         | [ ۲۲ ] |
| ۱۹۸۰ |                 | لارنس کلاین             | ایالات متحده آمریکا            | «برای ایجاد مدل‌های اقتصادسنجی و کاربرد آنالیز نوسانات اقتصادی و سیاستهای اقتصادی»                                                             | [ ۲۳ ] |
| ۱۹۸۱ |                 | جیمز توبین              | ایالات متحده آمریکا            | «برای تحلیل در مورد بازار مالی و روابط آن بر تصمیمات مربوط به هزینه‌ها، اشتغال، تولید و قیمت‌ها»                                                | [ ۲۴ ] |
| ۱۹۸۲ |                 | جرج استیگلر             | ایالات متحده آمریکا            | «برای مطالعات اندیشه‌آفرین وی در زمینهٔ ساختارهای صنعتی، عملکرد بازارها و علت و معلول‌های مقررات عمومی»                                          | [ ۲۵ ] |
| ۱۹۸۳ |                 | ژرار دوبرو              | فرانسه                         | «برای پایه‌ریزی روشهای جدیدتر تحلیل در نظریه اقتصادی و اصلاح دقیق نظریه تعادل عمومی»                                                           | [ ۲۶ ] |
| ۱۹۸۴ |                 | ریچارد استون            | بریتانیا                       | «برای کمک‌های اساسی که در توسعهٔ سیستم حساب‌های ملی انجام داده و بر اساس آن، تجزیه و تحلیل اقتصاد تجربی را بسیار بهبود بخشید»                    | [ ۲۷ ] |
| ۱۹۸۵ |                 | فرانکو مودیلیانی        | ایتالیا                        | «برای تحلیل‌های پیشگامانهٔ او در زمینهٔ پس‌انداز و بازارهای مالی»                                                                                 | [ ۲۸ ] |
| ۱۹۸۶ |                 | جیمز مک‌گیل بیوکنن       | ایالات متحده آمریکا            | «برای توسعهٔ قراردادها و قوانین اصلی در نظریهٔ تصمیم‌گیری‌های اقتصادی و سیاسی»                                                                    | [ ۲۹ ] |
| ۱۹۸۷ |                 | رابرت سولو              | ایالات متحده آمریکا            | «برای مشارکت‌های او در نظریه رشد اقتصادی» | [ ۳۰ ] |
| ۱۹۸۸ |                 | موریس اله               | فرانسه                         | «برای مشارکت‌های پیشگامانهٔ او در نظریهٔ استفاده بهینه از منابع در بازارها»                                                                      | [ ۳۱ ] |
| ۱۹۸۹ |                 | تریگوه هاولمو           | نروژ                           | «برای روشنگری‌های او دربارهٔ پایه‌های اقتصادسنجی در نظریهٔ احتمالات و تحلیل‌های او در مورد ساختارهای اقتصادی همزمان»                               | [ ۳۲ ] |
| ۱۹۹۰ |                 | هری مارکوویتز           | ایالات متحده آمریکا            | «برای پیشگامی آنها در ارائهٔ نظریهٔ اقتصاد مالی»                                                                                                | [ ۳۳ ] |
| ۱۹۹۰ |                 | مرتون میلر              | ایالات متحده آمریکا            | «برای پیشگامی آنها در ارائهٔ نظریهٔ اقتصاد مالی»                                                                                                | [ ۳۳ ] |
| ۱۹۹۰ |                 | ویلیام شارپ             | ایالات متحده آمریکا            | «برای پیشگامی آنها در ارائهٔ نظریهٔ اقتصاد مالی»                                                                                                | [ ۳۳ ] |
| ۱۹۹۱ |                 | رونالد کوس              | بریتانیا                       | «برای کشف و روشن‌کردن اهمیت هزینهٔ تراکنش‌ها و حقوق مالکیت در ساختار نهادی و عملکرد اقتصاد»                                                      | [ ۳۴ ] |
| ۱۹۹۲ |                 | گری بکر                 | ایالات متحده آمریکا            | «برای گسترش دامنهٔ تحلیل اقتصاد خرد به طیف گسترده‌ای از رفتار و تعامل انسان‌ها، شامل رفتارهای غیر بازاری»                                        | [ ۳۵ ] |
| ۱۹۹۳ |                 | رابرت فوگل              | ایالات متحده آمریکا            | «برای بخشید جانی تازه به تحقیقات در تاریخ اقتصاد با استفاده از نظریهٔ اقتصادی و روشهای کمّی به منظور توضیح تغییرات اقتصادی و نهادی»             | [ ۳۶ ] |
| ۱۹۹۳ |                 | داگلاس نورت             | ایالات متحده آمریکا            | «برای بخشید جانی تازه به تحقیقات در تاریخ اقتصاد با استفاده از نظریهٔ اقتصادی و روشهای کمّی به منظور توضیح تغییرات اقتصادی و نهادی»             | [ ۳۶ ] |
| ۱۹۹۴ |                 | جان هارسانی             | مجارستان · ایالات متحده آمریکا | «برای تجزیه و تحلیل پیشگامانهٔ آنها از تعادلات در نظریه بازی‌ها»                                                                                | [ ۳۷ ] |
| ۱۹۹۴ |                 | جان فوربز نش            | ایالات متحده آمریکا            | «برای تجزیه و تحلیل پیشگامانهٔ آنها از تعادلات در نظریه بازی‌ها»                                                                                | [ ۳۷ ] |
| ۱۹۹۴ |                 | راینهارد سیلتن          | آلمان                          | «برای تجزیه و تحلیل پیشگامانهٔ آنها از تعادلات در نظریه بازی‌ها»                                                                                | [ ۳۷ ] |
| ۱۹۹۵ |                 | روبرت امرسون لوکاس      | ایالات متحده آمریکا            | «برای ایجاد و استفاده از فرضیهٔ انتظارات عقلانی که منجر به تحول در مدل‌های اقتصاد کلان و تعمیق درک از سیاست‌های اقتصادی شد»                      | [ ۳۸ ] |
| ۱۹۹۶ |                 | جیمز میرلس              | بریتانیا                       | «برای مشارکت‌های اساسی آنها در پیشبرد نظریهٔ مشوق‌ها تحت اطلاعات نامتقارن»                                                                       | [ ۳۹ ] |
| ۱۹۹۶ |                 | ویلیام ویکری            | ایالات متحده آمریکا · کانادا   | «برای مشارکت‌های اساسی آنها در پیشبرد نظریهٔ مشوق‌ها تحت اطلاعات نامتقارن»                                                                       | [ ۳۹ ] |
| ۱۹۹۷ |                 | روبرت مرتون             | ایالات متحده آمریکا            | «برای کشف روش جدید در تعیین ابزار مشتقه» | [ ۴۰ ] |
| ۱۹۹۷ |                 | مایرون اسکولز           | کانادا · ایالات متحده آمریکا   | «برای کشف روش جدید در تعیین ابزار مشتقه» | [ ۴۰ ] |
| ۱۹۹۸ |                 | آمارتیا سن              | هند                            | «برای مشارکت‌هایش در نظریهٔ اقتصاد رفاه» | [ ۴۱ ] |
| ۱۹۹۹ |                 | رابرت ماندل             | کانادا                         | «برای تجزیه و تحلیل در سیاست‌های مالی بر اساس نرخ‌های مختف ارز و تحلیل محیط‌های ارزی بهینه»                                                      | [ ۴۲ ] |
| ۲۰۰۰ |                 | جیمز ژوزف هکمن          | ایالات متحده آمریکا            | «برای توسعهٔ نظریه و روش‌های تجزیه و تحلیل نمونه‌های انتخابی در علم اقتصاد»                                                                      | [ ۴۳ ] |
| ۲۰۰۰ |                 | دانیل مکفادین           | ایالات متحده آمریکا            | «برای توسعهٔ نظریه و روش‌های تجزیه و تحلیل مبانی انتخاب گسسته»                                                                                  | [ ۴۳ ] |
| ۲۰۰۱ |                 | جرج اکرلوف              | ایالات متحده آمریکا            | «برای تجزیه و تحلیل آنها از بازارها با وجود عدم تقارن اطلاعاتی»                                                                               | [ ۴۴ ] |
| ۲۰۰۱ |                 | مایکل اسپنس             | ایالات متحده آمریکا            | «برای تجزیه و تحلیل آنها از بازارها با وجود عدم تقارن اطلاعاتی»                                                                               | [ ۴۴ ] |
| ۲۰۰۱ |                 | جوزف استیگلیتز          | ایالات متحده آمریکا            | «برای تجزیه و تحلیل آنها از بازارها با وجود عدم تقارن اطلاعاتی»                                                                               | [ ۴۴ ] |
| ۲۰۰۲ |                 | دانیل کاهنمن            | اسرائیل · ایالات متحده آمریکا  | «برای بینش یکپارچهٔ وی از تحقیقات روانشناختی در علم اقتصاد، به ویژه قضاوت و تصمیم‌گیری انسان در عدم قطعیت»                                      | [ ۴۵ ] |
| ۲۰۰۲ |                 | ورنون اسمیت             | ایالات متحده آمریکا            | «برای ایجاد و استقرار آزمایشگاه اقتصاد به عنوان ابزاری در تجزیه و تحلیل اقتصاد تجربی، به ویژه در مطالعهٔ مکانیسم‌های جایگزین بازار»             | [ ۴۵ ] |
| ۲۰۰۳ |                 | رابرت انگل              | ایالات متحده آمریکا            | «برای روش‌های تحلیل سری زمانی اقتصاد با نوسانات متغیر زمان (واریانس ناهمسانی شرطی اتورگرسیو)»                                                  | [ ۴۶ ] |
| ۲۰۰۳ |                 | کلایو گرینجر            | بریتانیا                       | «برای روش‌های تجزیه و تحلیل سری زمانی اقتصادی با روندهای متداول (هم‌جمعی)»                                                                      | [ ۴۶ ] |
| ۲۰۰۴ |                 | فین کیدلند              | نروژ                           | «برای مشارکت‌های آنان در اقتصاد کلان پویا: همخوانی زمانی سیاست اقتصادی و نیروهای محرک چرخه کسب‌وکار»                                            | [ ۴۷ ] |
| ۲۰۰۴ |                 | ادوارد پرسکات           | ایالات متحده آمریکا            | «برای مشارکت‌های آنان در اقتصاد کلان پویا: همخوانی زمانی سیاست اقتصادی و نیروهای محرک چرخه کسب‌وکار»                                            | [ ۴۷ ] |
| ۲۰۰۵ |                 | روبرت اوئمان            | اسرائیل · ایالات متحده آمریکا  | «برای گسترش در شناسایی تقابل و همکاری از طریق تحلیل نظریه بازی‌ها»                                                                             | [ ۴۸ ] |
| ۲۰۰۵ |                 | توماس شلینگ             | ایالات متحده آمریکا            | «برای گسترش در شناسایی تقابل و همکاری از طریق تحلیل نظریه بازی‌ها»                                                                             | [ ۴۸ ] |
| ۲۰۰۶ |                 | ادموند فلپس             | ایالات متحده آمریکا            | «برای تحلیل وی از تجارت بین قاره‌ای در سیاست‌های اقتصاد کلان»                                                                                   | [ ۴۹ ] |
| ۲۰۰۷ |                 | لئونید هورویچ           | ایالات متحده آمریکا            | «برای معرفی مبانی نظریهٔ طراحی سازوکار» | [ ۵۰ ] |
| ۲۰۰۷ |                 | اریک ماسکین             | ایالات متحده آمریکا            | «برای معرفی مبانی نظریهٔ طراحی سازوکار» | [ ۵۰ ] |
| ۲۰۰۷ |                 | راجر میرسون             | ایالات متحده آمریکا            | «برای معرفی مبانی نظریهٔ طراحی سازوکار» | [ ۵۰ ] |
| ۲۰۰۸ |                 | پل کروگمن               | ایالات متحده آمریکا            | «برای تحلیل‌های او بر الگوهای تجاری و موقعیت فعالیت‌های اقتصادی»                                                                                | [ ۵۱ ] |
| ۲۰۰۹ |                 | الینور اوستروم          | ایالات متحده آمریکا            | «برای تحلیل حاکمیت اقتصادی، به ویژه منابع مشترک»                                                                                              | [ ۵۲ ] |
| ۲۰۰۹ |                 | الیور ئی. ویلیامسون     | ایالات متحده آمریکا            | «برای تحلیل حاکمیت اقتصادی، به ویژه مرزهای مؤسسات»                                                                                            | [ ۵۲ ] |
| ۲۰۱۰ |                 | پیتر ای. دیاموند        | ایالات متحده آمریکا            | «برای تجزیه و تحلیل آنها از بازارهایی با حساسیت بازرسی»                                                                                       | [ ۵۳ ] |
| ۲۰۱۰ |                 | دیل تی. مورتنسن         | ایالات متحده آمریکا            | «برای تجزیه و تحلیل آنها از بازارهایی با حساسیت بازرسی»                                                                                       | [ ۵۳ ] |
| ۲۰۱۰ |                 | کریستوفر ای. پیساریدیس  | قبرس                           | «برای تجزیه و تحلیل آنها از بازارهایی با حساسیت بازرسی»                                                                                       | [ ۵۳ ] |
| ۲۰۱۱ |                 | توماس جی. سارجنت        | ایالات متحده آمریکا            | «برای تحقیقات تجربی دربارهٔ روابط علت و معلولی در اقتصاد کلان»                                                                                 | [ ۵۴ ] |
| ۲۰۱۱ |                 | کریستوفر ای. سیمز       | ایالات متحده آمریکا            | «برای تحقیقات تجربی دربارهٔ روابط علت و معلولی در اقتصاد کلان»                                                                                 | [ ۵۴ ] |
| ۲۰۱۲ |                 | الوین رات               | ایالات متحده آمریکا            | «برای نظریهٔ تخصیص پایدار و کاربرد آن در طراحی بازار»                                                                                          | [ ۵۵ ] |
| ۲۰۱۲ |                 | لوید شپلی               | ایالات متحده آمریکا            | «برای نظریهٔ تخصیص پایدار و کاربرد آن در طراحی بازار»                                                                                          | [ ۵۵ ] |
| ۲۰۱۳ |                 | یوجین فاما              | ایالات متحده آمریکا            | «برای تحلیل تجربی آنها از ارزش دارایی‌ها» | [ ۵۶ ] |
| ۲۰۱۳ |                 | لارس پیتر هانسن         | ایالات متحده آمریکا            | «برای تحلیل تجربی آنها از ارزش دارایی‌ها» | [ ۵۶ ] |
| ۲۰۱۳ |                 | رابرت جی. شیلر          | ایالات متحده آمریکا            | «برای تحلیل تجربی آنها از ارزش دارایی‌ها» | [ ۵۶ ] |
| ۲۰۱۴ |                 | ژان تیرول               | فرانسه                         | «برای تحلیل قدرت بازار و مقررات» | [ ۵۷ ] |
| ۲۰۱۵ |                 | انگس دیتون              | بریتانیا · ایالات متحده آمریکا | «برای تجزیه و تحلیل بر روی مصرف، رفاه و فقر»                                                                                                  | [ ۵۸ ] |
| ۲۰۱۶ |                 | اولیور هارت             | ایالات متحده آمریکا            | «برای مشارکت آنها در نظریه قرارداد» | [ ۵۹ ] |
| ۲۰۱۶ |                 | بنگت هولمستروم          | فنلاند                         | «برای مشارکت آنها در نظریه قرارداد» | [ ۵۹ ] |
| ۲۰۱۷ |                 | ریچارد تیلر             | ایالات متحده آمریکا            | «برای مشارکت‌های او در اقتصاد رفتاری» | [ ۶۰ ] |
| ۲۰۱۸ |                 | ویلیام نوردهاوس         | ایالات متحده آمریکا            | «برای بررسی تأثیر محیط زیست و تغییرات آب و هوایی بر اقتصاد»                                                                                   | [ ۶۱ ] |
| ۲۰۱۸ |                 | پال رومر                | ایالات متحده آمریکا            | «برای ادغام نوآوری‌های فناوری در تحلیل بلندمدت اقتصاد کلان»                                                                                    | [ ۶۱ ] |
| ۲۰۱۹ |                 | آبیجیت بنرجی            | هند · ایالات متحده آمریکا      | «برای رویکرد تجربی آنها در کاهش جهانی فقر» | [ ۶۲ ] |
| ۲۰۱۹ |                 | استر دوفلو              | فرانسه · ایالات متحده آمریکا   | «برای رویکرد تجربی آنها در کاهش جهانی فقر» | [ ۶۲ ] |
| ۲۰۱۹ |                 | میخائیل کرمر            | ایالات متحده آمریکا            | «برای رویکرد تجربی آنها در کاهش جهانی فقر» | [ ۶۲ ] |
| ۲۰۲۰ |                 | پال میلگروم             | ایالات متحده آمریکا            | «برای بهبود در نظریه مزایده و اختراع قالب‌های جدید مزایده»                                                                                     | [ ۶۳ ] |
| ۲۰۲۰ |                 | رابرت بی. ویلسون        | ایالات متحده آمریکا            | «برای بهبود در نظریه مزایده و اختراع قالب‌های جدید مزایده»                                                                                     | [ ۶۳ ] |
| ۲۰۲۱ |                 | دیوید کارد              | ایالات متحده آمریکا · کانادا   | «برای مشارکت تجربی او در زمینۀ اقتصاد کار» | [ ۶۴ ] |
| ۲۰۲۱ |                 | جاشوا آنگریست           | ایالات متحده آمریکا · اسرائیل  | «برای مشارکت روش‌شناختی آن‌ها در تجزیه و تحلیل روابط علت و معلولی»                                                                              | [ ۶۴ ] |
| ۲۰۲۱ |                 | گیدو ایمبنس             | ایالات متحده آمریکا · هلند     | «برای مشارکت روش‌شناختی آن‌ها در تجزیه و تحلیل روابط علت و معلولی»                                                                              | [ ۶۴ ] |
| ۲۰۲۲ |                 | بن برننکی               | ایالات متحده آمریکا            | «برای تحقیقات در زمینه بانک‌ها و بحران‌های مالی»                                                                                                | [ ۶۵ ] |
| ۲۰۲۲ | داگلاس دایاموند |                         | ایالات متحده آمریکا            | «برای تحقیقات در زمینه بانک‌ها و بحران‌های مالی»                                                                                                | [ ۶۵ ] |
| ۲۰۲۲ | فیلیپ دیبویگ    |                         | ایالات متحده آمریکا            | «برای تحقیقات در زمینه بانک‌ها و بحران‌های مالی»                                                                                                | [ ۶۵ ] |
| ۲۰۲۳ |                 | کلودیا گلدن             | ایالات متحده آمریکا            | «برای مطالعات در مورد نقش زنان در بازار کار»                                                                                                  | [ ۶۶ ] |
| ۲۰۲۴ |                 | دارن عجم‌اوغلو           | ایالات متحده آمریکا            | «به‌دلیل مطالعات‌شان درباره چگونگی شکل‌گیری نهادهای اجتماعی و تأثیرگذاری آن بر رفاه»                                                             | [ ۶۷ ] |
| ۲۰۲۴ |                 | سایمون جانسون           | ایالات متحده آمریکا            | «به‌دلیل مطالعات‌شان درباره چگونگی شکل‌گیری نهادهای اجتماعی و تأثیرگذاری آن بر رفاه»                                                             | [ ۶۷ ] |
| ۲۰۲۴ |                 | جیمز رابینسون           | ایالات متحده آمریکا            | «به‌دلیل مطالعات‌شان درباره چگونگی شکل‌گیری نهادهای اجتماعی و تأثیرگذاری آن بر رفاه»                                                             | [ ۶۷ ] |

## جستار های وابسته
- جایزه نوبل
- فرهنگستان پادشاهی علوم سوئد
- فهرست برندگان جایزه نوبل

## توضیحات
1. ↑  به همراه هر اسم، در صورت وجود، تصویری نیز از هر برنده جایزه نوبل ارائه شده‌است. برای دسترسی به تصاویر رسمی تهیه شده توسط بنیاد نوبل، به صفحات مربوط به هر برندهٔ جایزه نوبل در nobelprize.org مراجعه فرمائید.
2. ↑  اطلاعات ارائه شده در این ستون با استناد بر وب سایت رسمی بنیاد نوبل (nobelprize.org) نگاشته شده‌است و لزوماً بیانگر کشور زادگاه یا تابعیت شخص دریافت کننده جایزه نیست.